# Tatosoma ranata
Tatosoma ranata är en fjärilsart som beskrevs av Felder 1875. Tatosoma ranata ingår i släktet Tatosoma och familjen mätare. Inga underarter finns listade i Catalogue of Life.